# RTL Otthon
Az RTL Otthon az RTL Magyarország barkácsolással, lakberendezéssel és gasztronómiával foglalkozó tévécsatornája.
A csatorna 2023. december 15-én eredetileg hajnali 5-kor indult volna el, de végül csak délelőtt 10:00-kor, a Kölyökklubbal együtt indult el a Michael konyhája című gasztrorealityvel.
A csatorna hangja Nádasi Veronika.
A csatorna reklámidejét az RTL Saleshouse értékesíti.

## Történet
A csatornáról először 2023. augusztus 28-án látott napvilágot, amikor az RTL Magyarország társcsatornáinak sugárzó cége, a CLT-UFA S.A., a Szellemi Tulajdon Nemzeti Hivatalánál a nevét levédették. A csatorna híreiről először 2023. október 18-án a Media1 oldalán megjelent egy cikk, amely szerint az RTL Magyarország riválisa, a TV2 Csoport korábbi portfólió-bővítésére reagálva egyszerre négy új, tematikus tévécsatornát indít. A csatorna indulásáról hivatalos bejelentésére 2023. október 26-án, a Big Picture konferencián került sor.
A csatorna tesztadását 2023. december 12-én, 3 nappal az indulása előtt kezdte meg, amiben a csatorna logójával monoton zenével volt ellátva. A csatorna logóját, illetve a nevét 2023. november 27-én védették le a Szellemi Tulajdon Nemzeti Hivatalánál. A csatorna 2023. december 15-én reggel 10-kor - a Kölyökklubbal együtt - a Michael konyhája című gasztrorealityvel kezdte meg hivatalosan az adását.
A csatorna az indulástól kezdve először a Yettel, a Vidanet, PR-Telecom és a Direct One kínálatában lett elérhető. 2024. január 3-tól a DIGI kábeles, majd április 2-án a műholdas kínálatában is elérhetővé vált. 2024. február 29-től a Telekom kínálatába is bekerült. A csatorna 2024. július 1-je óta már az Antenna Digital kínálatában is fogható. 2024. decemberétől már a Tarr kínálatában is fogható.

## Műsorai
A csatorna kínálatában olyan gasztronómiai, illetve ismeretterjesztő műsorokat tűz műsorra, amelyet még korábban nagyrészt a TV Paprika, az RTL, és a cég streamingszolgáltatója, az RTL+ is adott. A kínálatában innen sugározzák a Konyhafőnök, a Mestercukrász és annak a két verzióját, a –Junior és a –VIP című műsorok ismétlését is. A kínálatában Jamie Oliver, illetve Gordon Ramsay sorozatait is bemutatta.